# 加斗車站
加斗站（日语：／ Kato eki */?）是西日本旅客鐵道（JR西日本）小濱線的鐵路車站，位於日本福井縣小濱市。

## 概要
本站自1973年起為無人站，但由於無人打掃導致車站污穢不堪，位於站前的「塚本理髮店」店主夫婦就負責每天義務打掃車站。1995年由於與原屋主的合約到期，「塚本理髮店」遷入站內候車室旁的原事務室中，店主夫婦同時負責販售車票、打掃站房與廁所、清除雜草、清理積雪等車站事務。車站入口旁還設有一座三色柱。由於要處理車站事務，店主夫妻曾長達20年未去遠方旅行。但由於店主夫妻均已年屆70歲，而且店主塚本久夫患有肺癌，有時會由於外出就醫等原因而無法來站，故理髮店現已改為預約制。
本站的乘客主要是當地的學生。站內設有島式站台，但僅遠離站房的一側可供乘車，靠近站房一側的鐵軌與道碴已被撤走，並被改造為種植大波斯菊的花壇。

### 月台配置
| 月台 | 路線     | 方向      | 目的地           |
| ---- | -------- | --------- | ---------------- |
| 1    | ■ 小濱線 | 下行·上行 | 東舞鶴、敦賀方向 |

## 歷史
- 1921年4月3日：小濱線從小濱站延伸至若狹高濱站，本站開業[5][6]。
- 1973年4月1日：改為無人站[2][6]。
- 1987年4月1日：日本國鐵分割民營化，車站管理權由西日本旅客鐵道承繼[6]。
- 1995年：位於站前的「塚本理髮店」的店主以及當地居民在與JR西日本交涉後，理髮店得以遷入站內[2][3]。JR西日本亦將本站認定為「業務委託車站」[4]。

## 利用狀況
民營化後，本站於1992年度的每日平均乘車人數曾達到196人，此後呈下降趨勢。
| 乘車人員推算 | 乘車人員推算 | 乘車人員推算 | 乘車人員推算 |
| 年度         | 1日平均人數  | 年度         | 1日平均人數  |
| ------------ | ------------ | ------------ | ------------ |
| 1987         | 179          | 2002         | 136          |
| 1988         | 184          | 2003         | 123          |
| 1989         | 183          | 2004         | 113          |
| 1990         | 185          | 2005         | 109          |
| 1991         | 162          | 2006         | 102          |
| 1992         | 196          | 2007         | 96           |
| 1993         | 172          | 2008         | 87           |
| 1994         | 170          | 2009         | 81           |
| 1995         | 168          | 2010         | 82           |
| 1996         | 170          | 2011         | 79           |
| 1997         | 168          | 2012         | 81           |
| 1998         | 155          | 2013         | 80           |
| 1999         | 144          | 2014         | 72           |
| 2000         | 142          | 2015         | 79           |
| 2001         | 130          | 2016         | 76           |

## 相鄰車站
西日本旅客鐵道（JR西日本）
■ 小濱線
若狹本鄉－加斗－勢濱

## 外部鏈接
- JR西日本加斗站官方網站（页面存档备份，存于）